# 奈良県道156号王寺停車場線
奈良県道156号王寺停車場線（ならけんどう156ごう おうじていしゃじょうせん）は、奈良県北葛城郡王寺町を通る一般県道である。

## 概要
北葛城郡王寺町久度3丁目から北葛城郡王寺町久度1丁目に至る。
沿道はJR西日本関西本線・桜井線・和歌山線・近鉄生駒線 王寺駅・近鉄田原本線 新王寺駅北側に広がる商店街であり、一方通行による規制が行われるなど、狭隘な道路であったが、王寺駅北側再開発と共に道路拡幅工事が行われ、2006年（平成18年）に全区間2車線供用された。

### 路線データ
- 起点：奈良県北葛城郡王寺町久度3丁目（奈良県道194号椿井王寺線交点）
- 終点：奈良県北葛城郡王寺町久度1丁目 （王寺跨線橋北交差点、国道25号交点）
- 総延長：0.8 km

## 地理

### 通過する自治体
- 奈良県
  - 北葛城郡王寺町

### 交差する道路
| 交差する道路            | 交差する場所 | 交差する場所              |
| ----------------------- | ------------ | ------------------------- |
| 奈良県道194号椿井王寺線 | 久度3丁目    | 起点                      |
| 国道25号 国道168号 重複 | 久度1丁目    | 王寺跨線橋北交差点 / 終点 |

### 沿線
- JR西日本関西本線・桜井線・和歌山線・近鉄生駒線 王寺駅・近鉄田原本線 新王寺駅
- 王寺駅前郵便局